# Abdul-Aziz oszmán szultán
Abdul-Aziz (Isztambul, 1830. február 9. – Isztambul, 1876. június 4.) oszmán szultán 1861-től 1876-os trónfosztásáig.

## Élete

### Ifjúkora
Abdul-Aziz 1830. február 9-én született II. Mahmud fiaként (és I. Abdul-Medzsid testvéreként).

### Trónralépte
Bátyja halála után, 1861-ben lépett trónra. A régi szokás ellenére nem ölette meg elődjének fiait, és abban is szakított az oszmán hagyománnyal, hogy azoknál sokkal fiatalabb fiát, Izzeddint szánta utódjául.
Uralkodóként nem igazolta a belé helyezett várakozásokat. Tanácsában és palotájában élesen szembenállottak egymással az ó-török és a nyugathoz hajló új-török párt; kormánya pedig angol, majd orosz befolyás alá került – anélkül, hogy a szultán iránytani bírta volna a politikát. Nem nagyon avatkozott be a kormányzás dolgaiba, egyedüli elfoglaltsága az volt, hogy az államot egyre nagyobb adósságokba verte, ami végül is hihetetlenül nagy inflációhoz vezetett.[forrás?]

### Az állam helyzete
1867-es Párizsba utazása nem a reformok kezdetét jelezte – mint remélték –, hanem a szultán tékozlási hajlamának erősödése még jobban elősegítette az állam pénzügyi helyzetének romlását. Emellett sem a közigazgatás, sem a keresztények és a muszlimok között való viszony nem javult. Az állam pedig egy idő után már nem bírta fizetni adósságainak kamatait és a helyzet egyre veszedelmesebb lett, mivel még a – z Abdul-Aziz által jelentős támogatásban részesített – hadsereg és tengerészet terén is csak külső eredmények mutatkoztak.
Az 1868-as krétai, majd az 1875-ös boszniai és hercegovinai lázadás világosan mutatta a birodalom gyöngeségét. Mindenütt anarchia volt, a szultán pedig egészen Ignatyevnek, az orosz követnek befolyása alá került.

### Trónfosztása
A török hazafias párt csak a szultán bukásában látta a helyzet megoldását, és miután a szofták felkelése 1876. május 11-én új kormány kinevezésére bírta Azizt, maguk a kormány fejei kényszerítették lemondásra a szultánt május 30-án. A birodalom élére unokaöccsét, Murádot kiáltották ki utódjául.

### Halála
A szerencsétlen Abdul-Aziz néhány nap múlva, június 4-én – mint akkor állították – maga vetett véget életének: felvágta az ereit. Öt évvel később Midhát és Nuri pasákat a volt szultánon elkövetett gyilkosság vádjával halálra ítélték, de kivégzés helyett csak száműzték őket Arábiába.
Halálakor Abdul-Aziz 46 éves volt.

## Családja
Nyolc gyermeke volt:
1. Juszuf Izz-ed-din herceg (szül. 1857)
2. Saliha hercegnő, Iszmail Pasa felesége
3. Nazime hercegnő, Khalid Pasa felesége
4. II. Abdul-Medzsid herceg (1868. május 29.–1944. augusztus 23.)
5. Emine hercegnő, Mohamed Bey felesége
6. Eszma hercegnő, Mehmed Bey felesége
7. Shefket herceg (1872–1899)
8. Seyfeddin herceg